# The Chromatica Ball Tour
The Chromatica Ball Tour (стилизовано как The Chromatica Ball Summer Stadium Tour) — шестой концертный тур американской певицы Леди Гаги, начатый 17 июля 2022 года, в Дюссельдорфе, в поддержку её шестого студийного альбома Chromatica. В рамках турне, Гага дала концерты в Европе и Северной Америке, а также впервые за восемь лет посетила Японию. Последний концерт прошёл 17 сентября 2022 года, в Майами-Гарденс.

## Предыстория

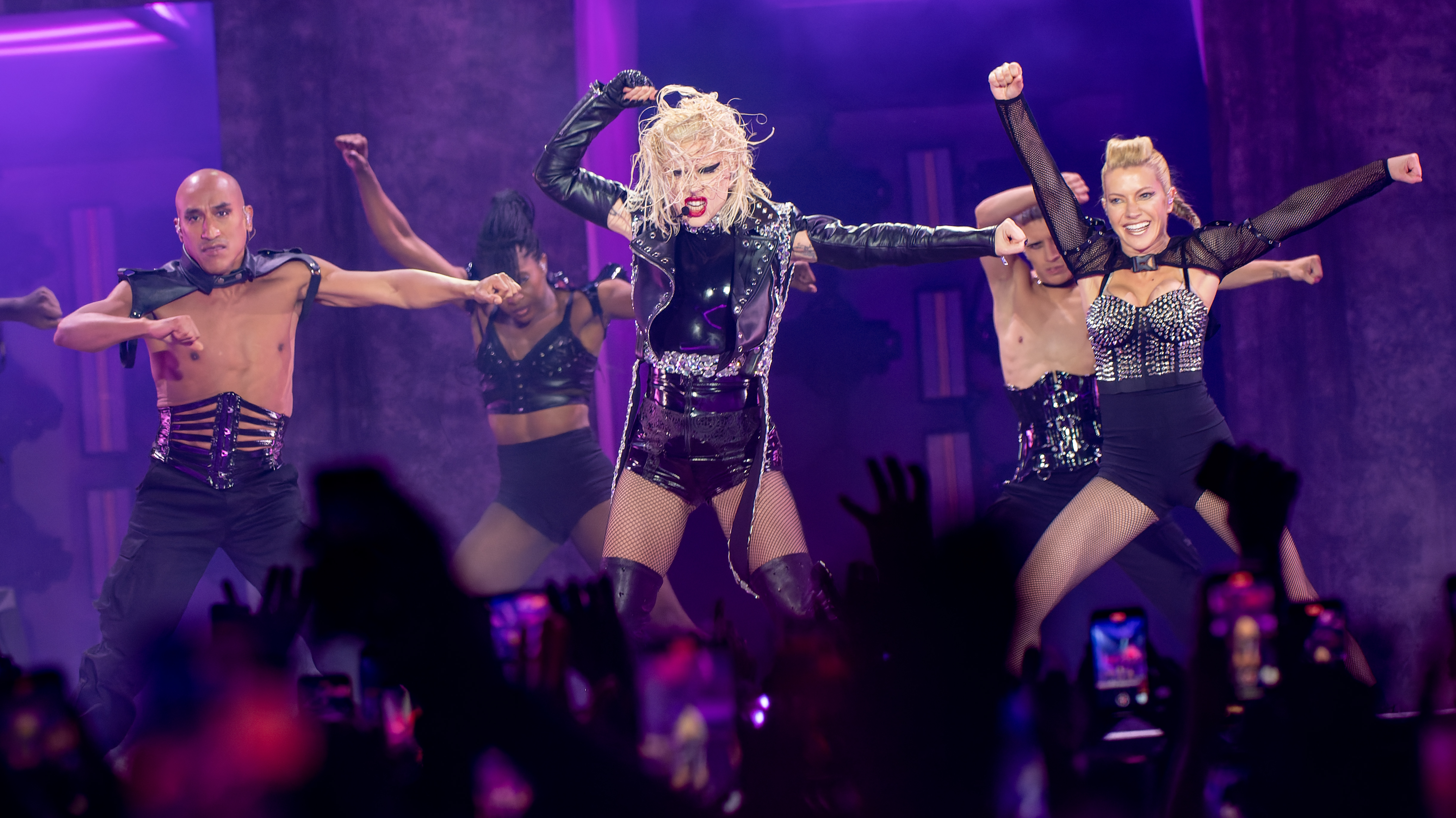
Гага выступает на одном из концертов в рамках турне.

Изначально, тур был анонсирован через социальные сети Гаги 5 марта 2020 года, как ограниченная серия концертов продолжительностью в шесть дат летом того же года, в поддержку её шестого студийного альбома Chromatica (2020). Тур должен был стать первым туром певицы, все концерты которого пройдут на стадионах, причём каждая дата была запланирована на многоцелевом стадионе, таком как MetLife Stadium. Из-за опасений по поводу безопасности в связи с пандемией COVID-19, тур был сначала перенесён на лето 2021 года, а затем перенесён на лето 2022 года.
Новые даты с дополнительными площадками в Европе и Северной Америке были запланированы и официально объявлены 7 марта 2022 года, превратив ограниченный тур в серию концертов на 15 дат, рекламируемый как «The Chromatica Ball Summer Stadium Tour». 14 апреля 2022 года были объявлены две даты в Токородзаве, что ознаменовало первое выступление певицы в Японии за восемь лет. Позже, 16 мая, были добавлены три дополнительных североамериканских концерта в Херши, Хьюстоне и Майами, в результате чего общее количество концертов в туре достигло 20.
Во время предыдущего турне Гаги, Joanne World Tour (2017–2018), певица была вынуждена отменить большую часть европейского этапа серии концертов из-за сильной боли, вызванной фибромиалгией. После старта турне, Гага отметила, что «какое-то время я думала, что больше не выйду на сцену», добавив, что она чувствует себя «более безболезненно, чем когда-либо в своей жизни».

## Сет-лист
Этот сет-лист взят с концерта 21 июля 2022 года в Стокгольме. Он не предназначен для представления всех концертов тура.
1. «Bad Romance»
2. «Just Dance»
3. «Poker Face»
4. «Alice» (предшествуется вступлением, содержащим элементы из «Chromatica I»)
5. «Replay»
6. «Monster»
7. «911» (предшествуется вступлением, содержащим элементы из «Chromatica II»)
8. «Sour Candy»
9. «Telephone»
10. «LoveGame» (содержит элементы из «John Wayne»)[10]
11. «Babylon» (предшествуется вступлением, содержащим элементы из «Chromatica III»)
12. «Free Woman»
13. «Born This Way»
14. «Shallow»
15. «Always Remember Us This Way»
16. «The Edge of Glory»
17. «1000 Doves»
18. «Fun Tonight»
19. «Enigma»
20. «Stupid Love»
21. «Rain on Me»

На бис
1. «Hold My Hand»

## Концерты
| Дата (2022)      | Город          | Страна     | Арена                     | Посещаемость    | Прибыль      |
| Европа           | Европа         | Европа     | Европа                    | Европа          | Европа       |
| ---------------- | -------------- | ---------- | ------------------------- | --------------- | ------------ |
| 17 июля          | Дюссельдорф    | Германия   | Merkur Spiel-Arena        | 45,722 / 45,722 | $4,027,543   |
| 21 июля          | Стокгольм      | Швеция     | Friends Arena             | 34,934 / 34,934 | $3,540,732   |
| 24 июля          | Сен-Дени       | Франция    | Stade de France           | 78,866 / 78,866 | $8,025,944   |
| 26 июля          | Арнем          | Нидерланды | GelreDome                 | 30,267 / 30,267 | $3,250,525   |
| 29 июля          | Лондон         | Англия     | Tottenham Hotspur Stadium | 86,508 / 86,508 | $9,621,095   |
| 30 июля          | Лондон         | Англия     | Tottenham Hotspur Stadium | 86,508 / 86,508 | $9,621,095   |
| Северная Америка |                |            |                           |                 |              |
| 6 августа        | Торонто        | Канада     | Rogers Centre             | 47,864 / 47,864 | $5,120,000   |
| 8 августа        | Вашингтон      | США        | Nationals Park            | 35,920 / 35,920 | $4,890,000   |
| 11 августа       | Ист-Ратерфорд  | США        | MetLife Stadium           | 53,155 / 53,155 | $8,412,348   |
| 15 августа       | Чикаго         | США        | Wrigley Field             | 43,019 / 43,019 | $6,905,799   |
| 19 августа       | Бостон         | США        | Fenway Park               | 38,267 / 38,267 | $5,704,636   |
| 23 августа       | Арлингтон      | США        | Globe Life Field          | 38,056 / 38,056 | $5,365,094   |
| 26 августа       | Камберленд     | США        | Truist Park               | 36,140 / 36,140 | $5,392,573   |
| 28 августа       | Херши          | США        | Hersheypark Stadium       | 30,678 / 30,678 | $4,277,892   |
| Азия             |                |            |                           |                 |              |
| 3 сентября       | Токородзава    | Япония     | Belluna Dome              | 66,706 / 66,706 | $11,442,626  |
| 4 сентября       | Токородзава    | Япония     | Belluna Dome              | 66,706 / 66,706 | $11,442,626  |
| Северная Америка |                |            |                           |                 |              |
| 8 сентября       | Сан-Франциско  | США        | Oracle Park               | 38,275 / 38,275 | $7,387,434   |
| 10 сентября      | Лос-Анжелес    | США        | Dodger Stadium            | 51,344 / 51,344 | $9,355,562   |
| 13 сентября      | Хьюстон        | США        | Minute Maid Park          | 33,779 / 33,779 | $4,004,039   |
| 17 сентября      | Майами-Гарденс | США        | Hard Rock Stadium         | 44,298 / 44,298 | $5,878,508   |
| Всего            | Всего          | Всего      | Всего                     | 833,798 (100%)  | $112,394,525 |